# Blade Runner 2033: Labyrinth
Blade Runner 2033: Labyrinth es un próximo videojuego de rol de acción y acción-aventura desarrollado y distribuido por Annapurna Interactive.
El juego será dirigido por la directora Chelsea Hash y es el primer juego de la franquicia Blade Runner para las consolas de la nueva generación y en desarrollo para la PC en 25 años después desde el último videojuego de 1997.

## Trama
El juego está ambientado en un Los Ángeles distópico después del Apagón del 2022, entre la película Blade Runner (1982), la secuela Blade Runner 2049 (2017) y aproximadamente un año después de los eventos del anime Blade Runner: Black Lotus (2021).

## Desarrollo
El 22 de junio de 2022, Annapurna Interactive contrata a Chelsea Hash, la directora del juego Solar Ash, para desarrollar un proyecto no anunciado desarrollado internamente por el estudio en 2020 con un equipo bastante pequeño formado por el director técnico Brett Lajzer, el productor senior Evan Hembacher, el director de arte Cosimo Galluzzi y el artista ambiental Nate Grove. Durante el Annapurna Interactive Showcase de junio de 2023, se anunció que el proyecto en el que trabajaban era un videojuego narrativo de la franquicia Blade Runner. Comparte temas entre las películas y tiene lugar un año después del anime Blade Runner: Black Lotus, centrado en gran medida en perfeccionar y tomar detalles de la producción de la película original y el material fuente de la novela del autor Philip K. Dick.
En septiembre de 2024, el estado del juego se puso en duda después de que el equipo de desarrollo interno de Annapurna Interactive renunciara en medio de renuncias masivas en Annapurna Interactive luego de una lucha de poder en el estudio en septiembre de 2024. Sin embargo, después de las renuncias, Annapurna Interactive reiteraría más tarde que planeaba continuar con el desarrollo y lanzar el juego a pesar de las renuncias.